# Фрањо Владић
Фрањо Владић (Мостар, 19. октобар 1950 — Мостар, 18. јун 2024) био је југословенски и босанскохерцеговачки фудбалер који је играо на позицији везног играча.

## Каријера
Почео је да се бави професионално фудбалом у клубу Вележ из Мостара где је први пут играо у првом тиму у сезони 1968/69. У дресу Вележа је одиграо укупно 607 утакмица, од тога 361 првенствених и постигао 163 гола. Играо је у Грчкој две сезоне почев од 1979-1981. али се убрзо вратио у Вележ где се и пензионисао.
У дресу репрезентације је дебитовао 11. октобра 1972. против Енглеске у Лондону постигавши једини гол за Југославију а последњу утакмицу одиграо је 1. фебруара 1977. против Мексика у Леону. Учествовао је на Светском првенству 1974. године као и на Европском првенству 1976. године.